# Skocznia narciarska

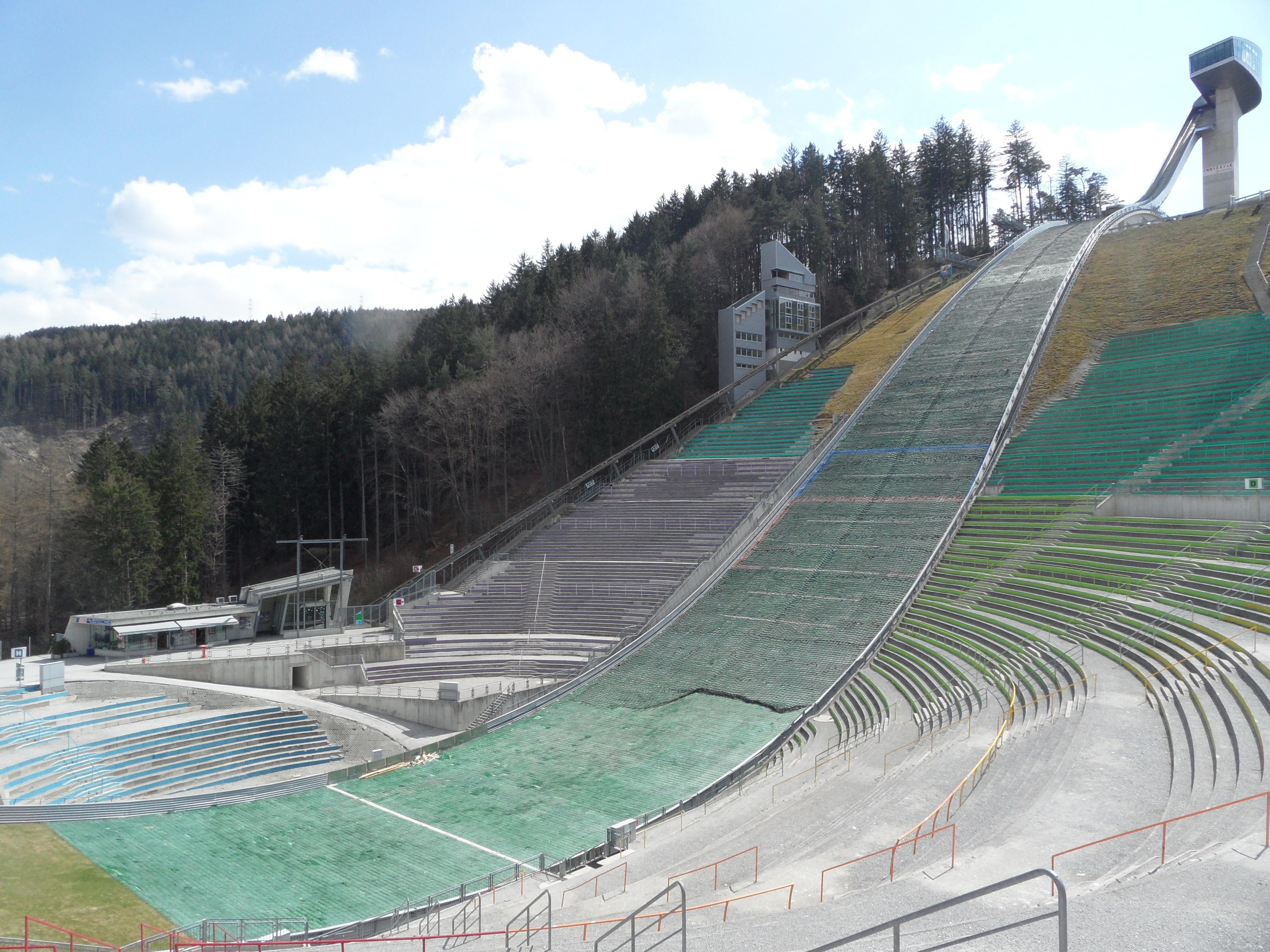
Skocznia Bergisel w Innsbrucku (Austria). Zeskok pokryty jest nawierzchnią igelitową, pozwalającą na oddawanie skoków latem. Na zeskoku rozłożona jest siatka, która ma zapobiegać osuwaniu się śniegu po igelicie.

Skocznia narciarska – obiekt, na którym odbywają się zawody w skokach narciarskich i kombinacji norweskiej.

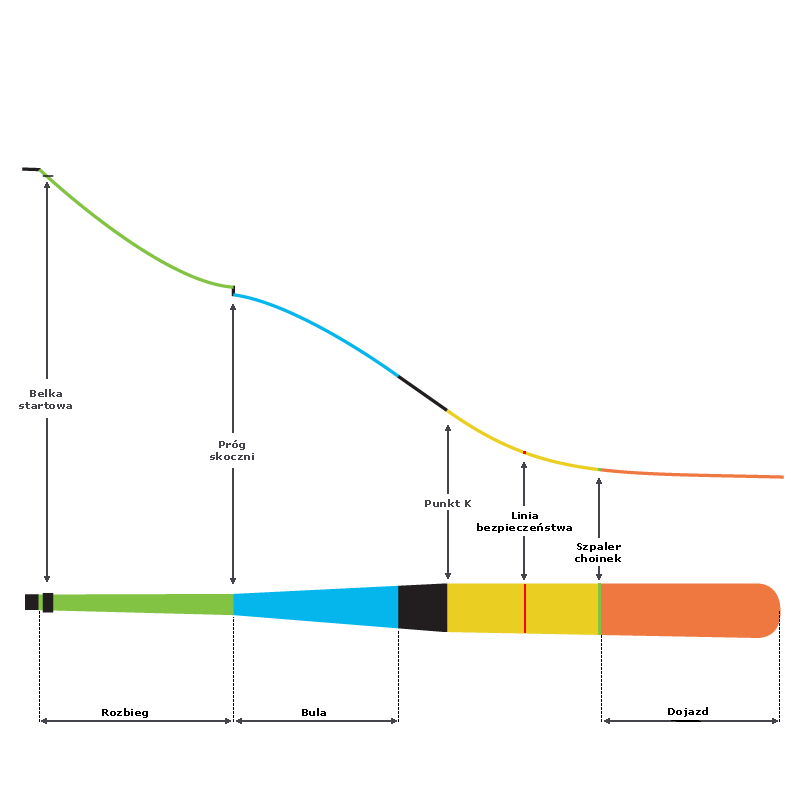
Schemat budowy skoczni narciarskiej.

Skocznia narciarska składa się z dwóch głównych części: rozbiegu oraz zeskoku. Rozbieg zakończony jest progiem. W skład zeskoku wchodzą: bula, strefa lądowania, przejście oraz wybieg. Do elementów skoczni zalicza się również wieżę sędziowską.
Skocznie klasyfikuje się ze względu na rozmiar. Zawody olimpijskie i mistrzowskie przeprowadzane są od lat 60. XX wieku na skoczniach normalnych i dużych, pozwalających współcześnie na skoki na odpowiednio ok. 100 i 130 metrów. Największe skocznie, nazywane potocznie skoczniami mamucimi, umożliwiają osiąganie odległości przekraczających 240–250 metrów.

## Rozbieg
Profil rozbiegu składa się z dwóch prostych segmentów połączonych krzywą przejściową w kształcie klotoidy. Typowy kąt nachylenia na początku rozbiegu wynosi 30–35°. Segment końcowy, na którym zawodnik wykonuje odbicie, nazywany jest progiem skoczni. Próg jest nachylony w dół pod kątem ok. 10–11°. Do lat 80. XX wieku funkcjonowały progi poziome, które „katapultowały” skoczka w górę[wymaga weryfikacji?].
Na górze rozbiegu zlokalizowana jest strefa miejsc startowych, która pozwala na regulację długości najazdu na próg. W strefie tej znajdują się platformy startowe w postaci stopni, na których umieszczana jest belka startowa. Sędziowie, przesuwając belkę do góry lub w dół, mają wpływ na prędkość najazdową, jaką uzyskuje zawodnik. Platformy startowe umieszcza się w równych, nie większych niż 40 cm odstępach oraz numeruje kolejno, rozpoczynając od numeru 1 dla najniższej pozycji. Skocznia musi być tak skonstruowana, aby możliwe było dobranie długości rozbiegu pozwalającej na dalekie i bezpieczne skoki niezależnie od umiejętności zawodników, warunków wietrznych czy właściwości nawierzchni. Od 2012 roku do podawanej długości rozbiegu wliczana jest także długość progu.
Przed wprowadzeniem belki startowej, skok rozpoczynało się startem z bramki startowej. Jednym ze stosowanych systemów regulacji długości rozbiegu były bramki umieszczane z boku rozbiegu na różnych wysokościach, co umożliwiało jury wybór wykorzystywanej w zawodach platformy startowej. Jedną z pierwszych skoczni, na których umożliwiono precyzyjną regulację długości rozbiegu, była Wielka Krokiew w Zakopanem, gdzie w 1962 zamontowano ruchomą platformę startową.

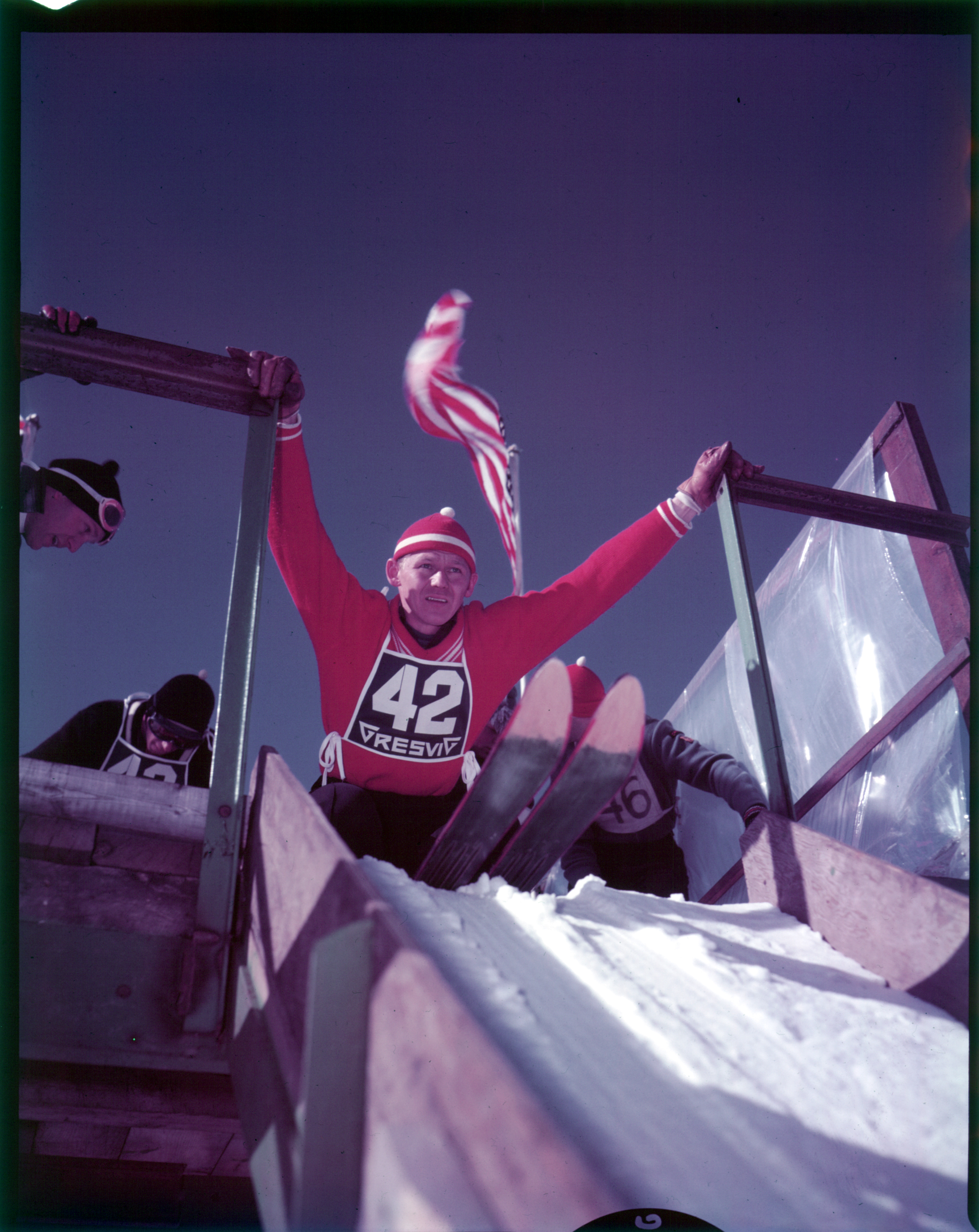
Start z bramki startowej umieszczonej na szczycie rozbiegu skoczni Hiawatha Park Ski Jump w Sault Ste. Marie, Ontario (Kanada), 1952
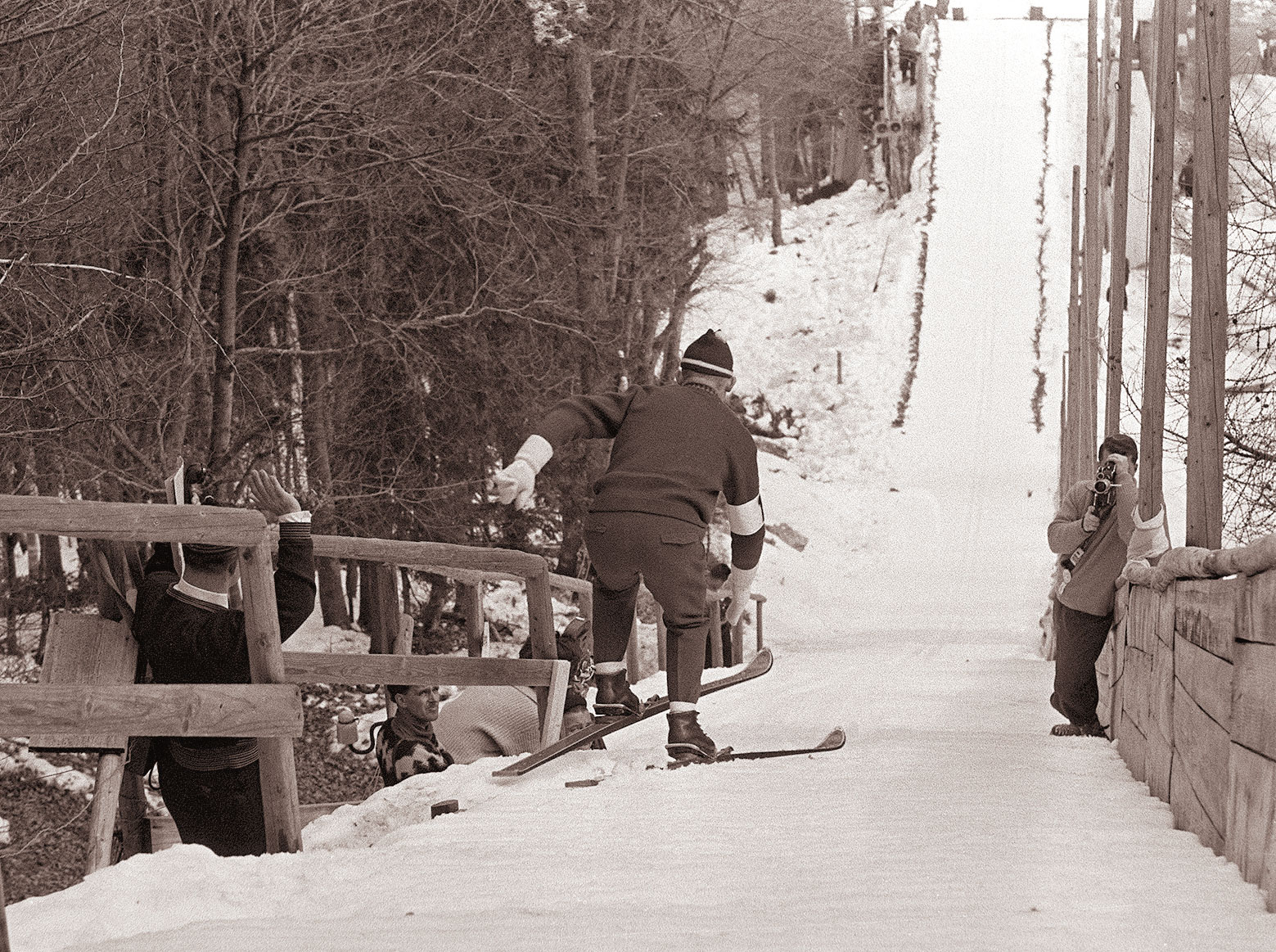
Start z bramki startowej umieszczonej z boku rozbiegu w czasie Tygodnia Lotów Narciarskich na Bloudkovej velikance w Planicy (Słowenia), 1960
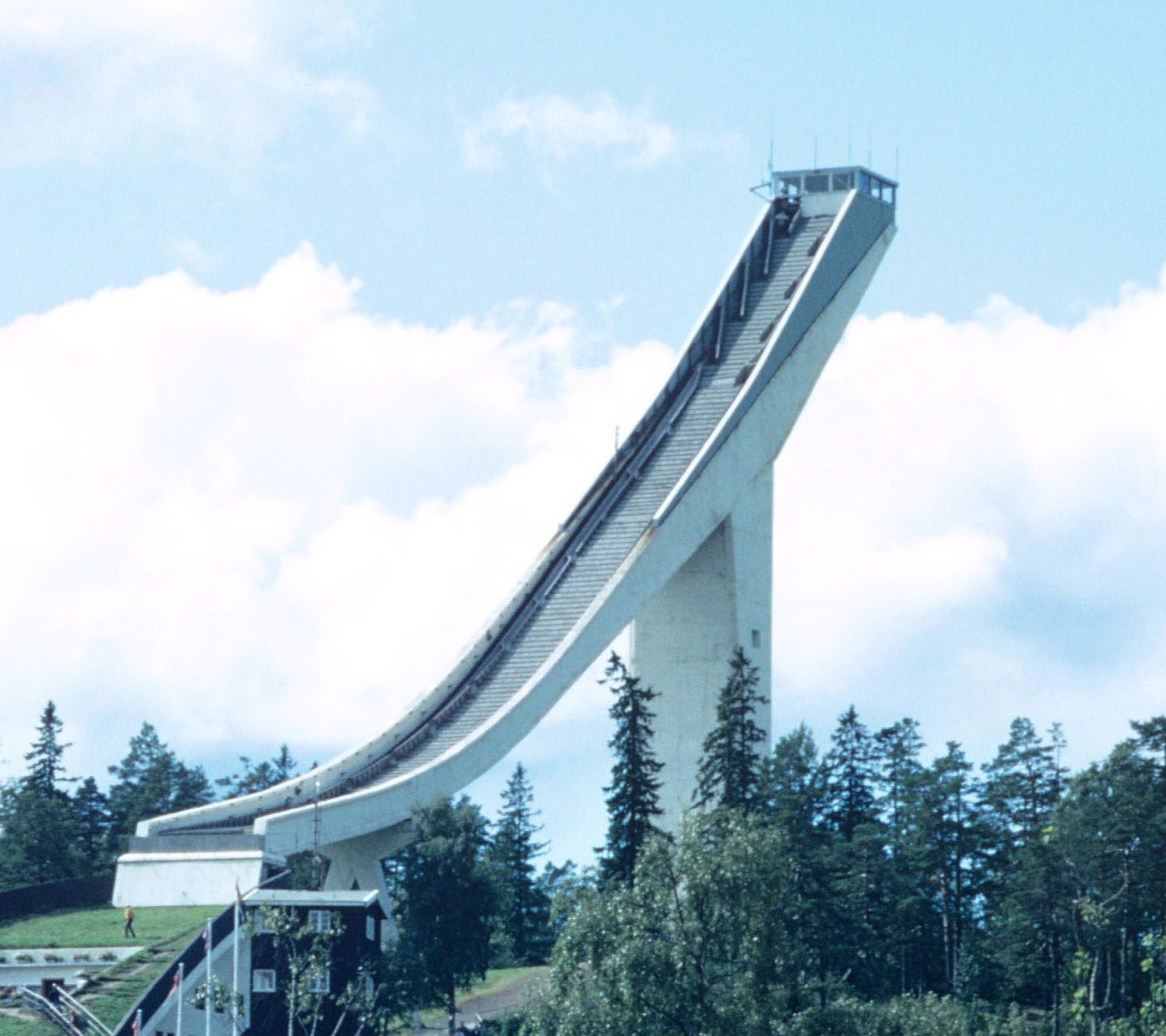
Rozbieg skoczni Holmenkollbakken w Holmenkollen, Oslo (Norwegia) z widocznymi bramkami startowymi, 1972
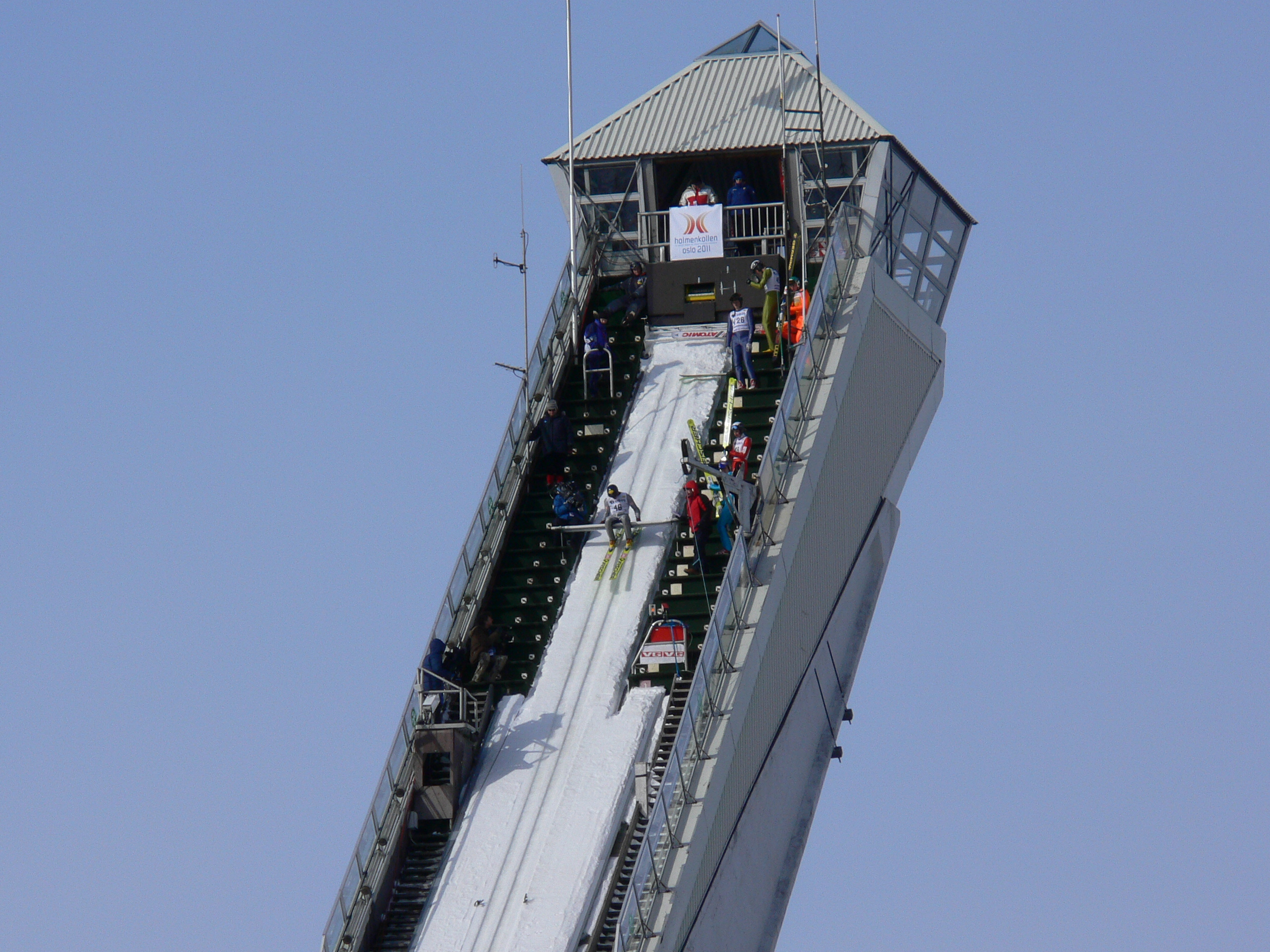
Skoczek siedzący na belce startowej skoczni Holmenkollbakken w Holmenkollen, Oslo (Norwegia), 2006

## Zeskok

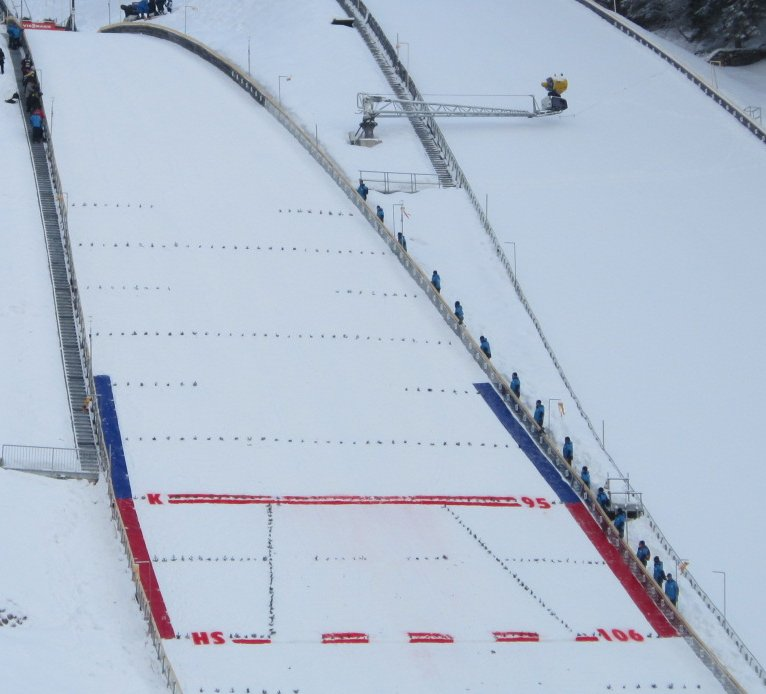
Zeskok skoczni normalnej Trampolino Dal Ben w Predazzo, Val di Fiemme (Włochy). Czerwona płachta ograniczona jest czerwonymi liniami oznaczającymi punkt K oraz odległość hill size (HS), niebieska płachta o tej samej długości położona jest od punktu K w górę. Linie ze świerkowych gałązek, rozmieszczone co 5 metrów, wspomagają sędziów i kibiców w ocenie długości skoku.

Pierwszą częścią zeskoku jest bula, czyli grzbiet skoczni, za którym zaczyna się strefa lądowania. Jeśli narciarz spada tuż za bulą, oznacza to, że nie odbił się w ogóle albo odbił się zbyt wysoko. Kształt profilu buli powinien być tak dobrany, aby najwyższy punkt trajektorii lotu skoczka wypadał w połowie drogi – tym kształtem może być np. parabola sześcienna.
Strefa lądowania, zwana również strefą bezpieczeństwa, powinna być wyprofilowana w taki sposób, aby osiągane przez zawodników odległości jak najlepiej odzwierciedlały ich umiejętności – założenie to spełnia się wykorzystując wypukły łuku okręgu. W przeszłości jednak były dozwolone skocznie, na których profil strefy lądowania był odcinkiem prostym o jednolitym nachyleniu. Ze strefą lądowania związane są nazwane punkty na profilu skoczni. Strefa rozpoczyna się w punkcie P, przechodzi przez punkt K (nazywany obecnie punktem konstrukcyjnym) i kończy się na punkcie L. Odległość od progu do punktu L nazywana jest rozmiarem skoczni (ang. hill size, HS).

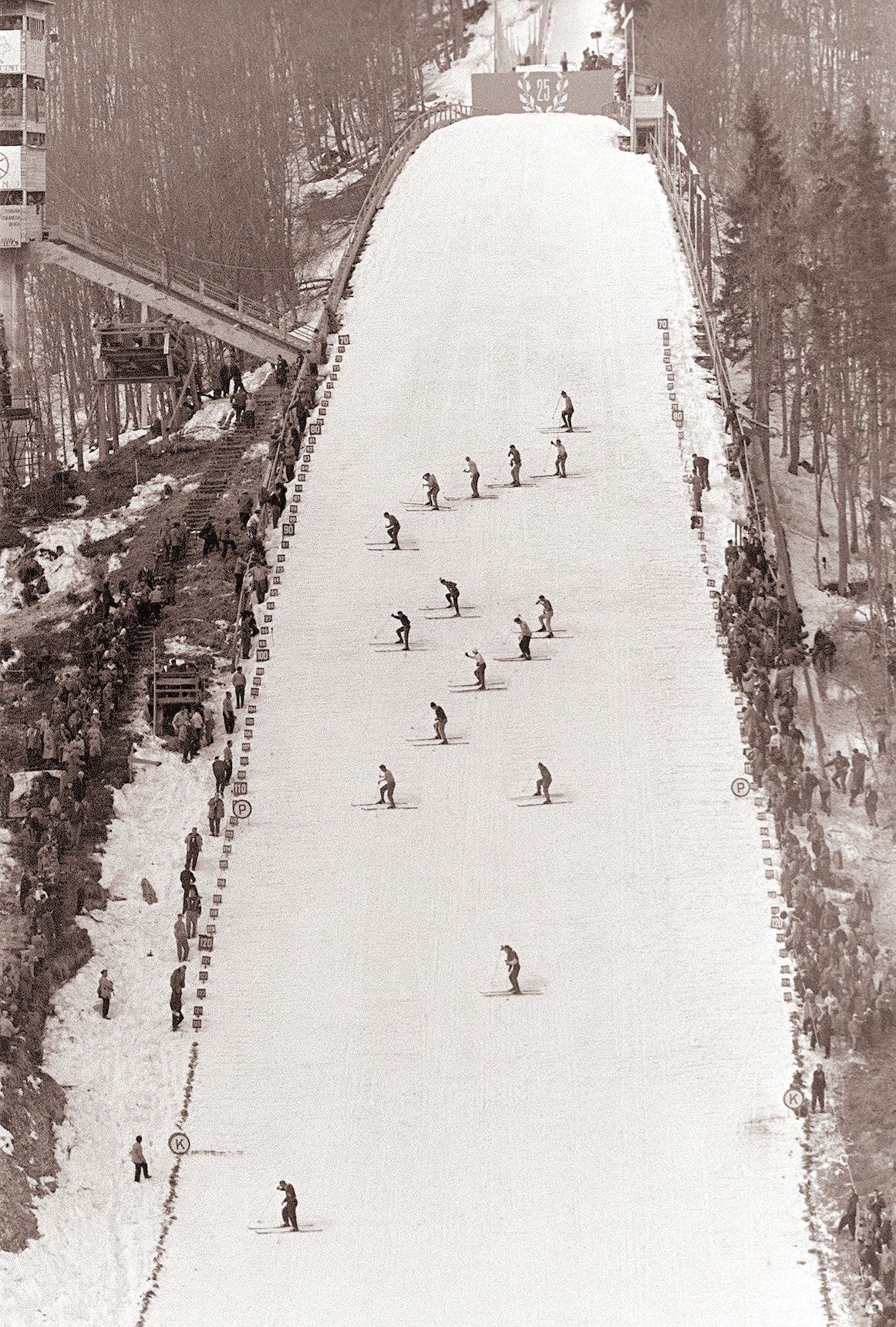
Narciarze przygotowujący zeskok Bloudkovej velikanki w Planicy (Słowenia) w czasie Tygodnia Lotów Narciarskich, 1960. Po bokach zeskoku widoczne są znaczniki odległości, a w jego dolnej części tabliczki wskazujące położenie punktów P i K.

Punkt P, tzw. punkt normatywny (ang. norm point lub datum point), jest najbardziej stromym punktem na profilu zeskoku skoczni (punkt przegięcia) i rozpoczyna strefę lądowania. Maksymalne dozwolone nachylenie w tym punkcie wynosi obecnie 37°. W latach 60.–80. XX wieku był wykorzystywany do określenia wielkości skoczni. Z tego względu zawody na skoczni normalnej nazywano skokami na skoczni 70-metrowej, a na skoczni dużej – 90-metrowej.
Punkt K, tzw. punkt konstrukcyjny (ang. construction point), służy do oceny długości skoku. Zgodnie z obecnie obowiązującymi zasadami, jeżeli zawodnik wyląduje w punkcie K, otrzymuje 60 punktów za odległość (120 punktów w przypadku konkursów na skoczniach mamucich). Jeśli go przeskoczy, otrzymuje punkty dodatkowe, a w przypadku wcześniejszego wylądowania są one mu odejmowane. Z tego powodu jest on również nazywany punktem kalkulacyjnym (ang. calculation point).
Punkt L, tzw. linia bezpieczeństwa, jest to punkt wyznaczający granicę bezpieczeństwa skoków dla współczesnej techniki lotu. Poza tą linią żaden skoczek nie powinien lądować, bowiem teren niebezpiecznie się spłaszcza. Od 2017 roku typowe nachylenie w tym punkcie jest zestandaryzowane, wynosi ok. 32° dla skoczni normalnych, 31° dla skoczni dużych i 28° dla skoczni mamucich. Za tą linią rozpoczyna się przejście do wybiegu, które ma kształt paraboli.
Punktem krytycznym (ang. critical point) nazywano pierwotnie punkt P, który początkowo był jedynym punktem wyznaczanym na profilu zeskoku. Lądowanie na dalszych odległościach uznawano za niebezpieczne. Maksymalne nachylenie zeskoku, osiągane w tym punkcie, ciągnęło się jednak jeszcze przez ok. 10 metrów. Wraz z rozwojem dyscypliny, punkt P był coraz częściej przekraczany – w konkursie na skoczni normalnej w ramach Zimowych Igrzysk Olimpijskich 1964, punkt krytyczny został przeskoczony 128 razy na 159 skoków, przy jedynie trzech upadkach. Na przełomie lat 60. i 70. XX wieku punkt P przemianowano więc na punkt normatywny, zaś nazwa punkt krytyczny przeszła na punkt K, którym od lat 50. XX wieku oznaczano koniec strefy lądowania Po wynalezieniu stylu „V” w skokach narciarskich, lądowanie na odległościach przekraczających punkt K o kilka-kilkanaście metrów zaczęto uważać za bezpieczne, w związku z czym w 1996 roku zmodyfikowano przepisy – nowy koniec obszaru bezpiecznego oznaczono jako punkt L, zaś punkt K zaczęto nazywać punktem konstrukcyjnym. Nazwa ta odnosi się do faktu, iż odległość od progu do punktu K to obecnie parametr początkowy w procesie konstruowania profilu skoczni.
Linia upadku, nazywana również linią kończącą odjazd lub szpalerem choinek, wyznacza granicę między przejściem a wybiegiem – położona jest w pierwszym poziomym punkcie na profilu zeskoku (kąt nachylenia 0°). Jest to linia, do której ocenia się prawidłowy skok i ostatni jego etap – tak zwany odjazd. Do tego miejsca zawodnik nie powinien upaść. Jeżeli to zrobi, sędziowie odejmują punkty za nieprawidłowy odjazd.
Wybieg to teren, na którym skoczkowie wyhamowują po wylądowaniu, a następnie wypinają narty. Jego długość powinna dobrana tak, aby umożliwić zawodnikowi zatrzymanie się. Zbyt krótki wybieg może przyczynić się do tego, iż skoczkowie nie zdążą wytracić prędkości i uderzają w bandy z reklamami, dlatego buduje się w takich wypadkach tak zwane przeciwstoki, które powodują lepsze wytracenie prędkości.

## Klasyfikacja skoczni narciarskich
Skocznie klasyfikowane są według swojego rozmiaru (HS), zgodnie z poniższą tabelą:
| Nazwa                     | Rozmiar skoczni (HS) | Punkt konstrukcyjny | Punkty za 1 metr odległości |
| ------------------------- | -------------------- | ------------------- | --------------------------- |
| Skocznia mała             | 20–49 m              | 20–24 m             | 4,8                         |
| Skocznia mała             | 20–49 m              | 25–29 m             | 4,4                         |
| Skocznia mała             | 20–49 m              | 30–34 m             | 4,0                         |
| Skocznia mała             | 20–49 m              | 35–39 m             | 3,6                         |
| Skocznia mała             | 20–49 m              | 40–44 m             | 3,2                         |
| Skocznia średnia          | 50–84 m              | 45–49 m             | 3,2                         |
| Skocznia średnia          | 50–84 m              | 50–59 m             | 2,8                         |
| Skocznia średnia          | 50–84 m              | 60–69 m             | 2,4                         |
| Skocznia średnia          | 50–84 m              | 70–74 m             | 2,2                         |
| Skocznia normalna         | 85–109 m             | 75–79 m             | 2,2                         |
| Skocznia normalna         | 85–109 m             | 80–99 m             | 2,0                         |
| Skocznia duża             | 110–149 m            | 100–134 m           | 1,8                         |
| Skocznia wielka           | 150–184 m            | 135–164 m           | 1,6                         |
| Skocznia mamucia          | 200 m i więcej       | 180 m i więcej      | 1,2                         |
| Opracowane na podstawie:. |                      |                     |                             |

Oficjalnego podziału skoczni na skocznie normalne, duże i mamucie, dokonano po raz pierwszy w 1983 roku. Klasyfikacji dokonywano wtedy w oparciu o położenie punktu K, klasyfikacja skoczni ze względu na rozmiar skoczni (HS) została wprowadzona w sezonie 2004/2005. Ostatnia aktualizacja klasyfikacji miała miejsce w maju 2023 r., kiedy Międzynarodowa Federacja Narciarska i Snowboardowa (FIS) zadecydowała o wydzieleniu nowej klasy rozmiaru skoczni, plasującej się pomiędzy skocznią dużą a skocznią mamucią, pod nazwą skocznia wielka. Na chwilę ogłoszenia zmian nie istnieje jednak na świecie żaden obiekt tego typu.
Termin skocznia średnia jest niekiedy (niepoprawnie) używany zamiennie z terminem skocznia normalna.
Przed wprowadzeniem oficjalnej klasyfikacji, skocznie standaryzowano ze względu na odległość punktu normatywnego – skocznie 70-metrowe stały się po wprowadzeniu klasyfikacji skoczniami normalnymi, 85–90-metrowe – dużymi, a większe – mamucimi. Dokonywano również własnych prób klasyfikacji – na przełomie lat 30. i 40. XX wieku, medalista olimpijski Sigmund Ruud na łamach swojej książki opisywał następujący, autorski podział:
- skocznia treningowa – umożliwiająca skoki do 30 metrów,
- skocznia mała – umożliwiająca skoki do 40 metrów,
- skocznia średnia – umożliwiająca skoki do 50 metrów,
- skocznia wielka – umożliwiająca skoki do 60 metrów,
- skocznia gigant – umożliwiająca skoki do 75—80 metrów,
- skocznia mamucia – umożliwiająca skoki do 90—100 metrów,
- „nieludzka skocznia” – Bloudkova velikanka w Planicy, umożliwiająca skoki na ponad 100 metrów.

## Homologacja

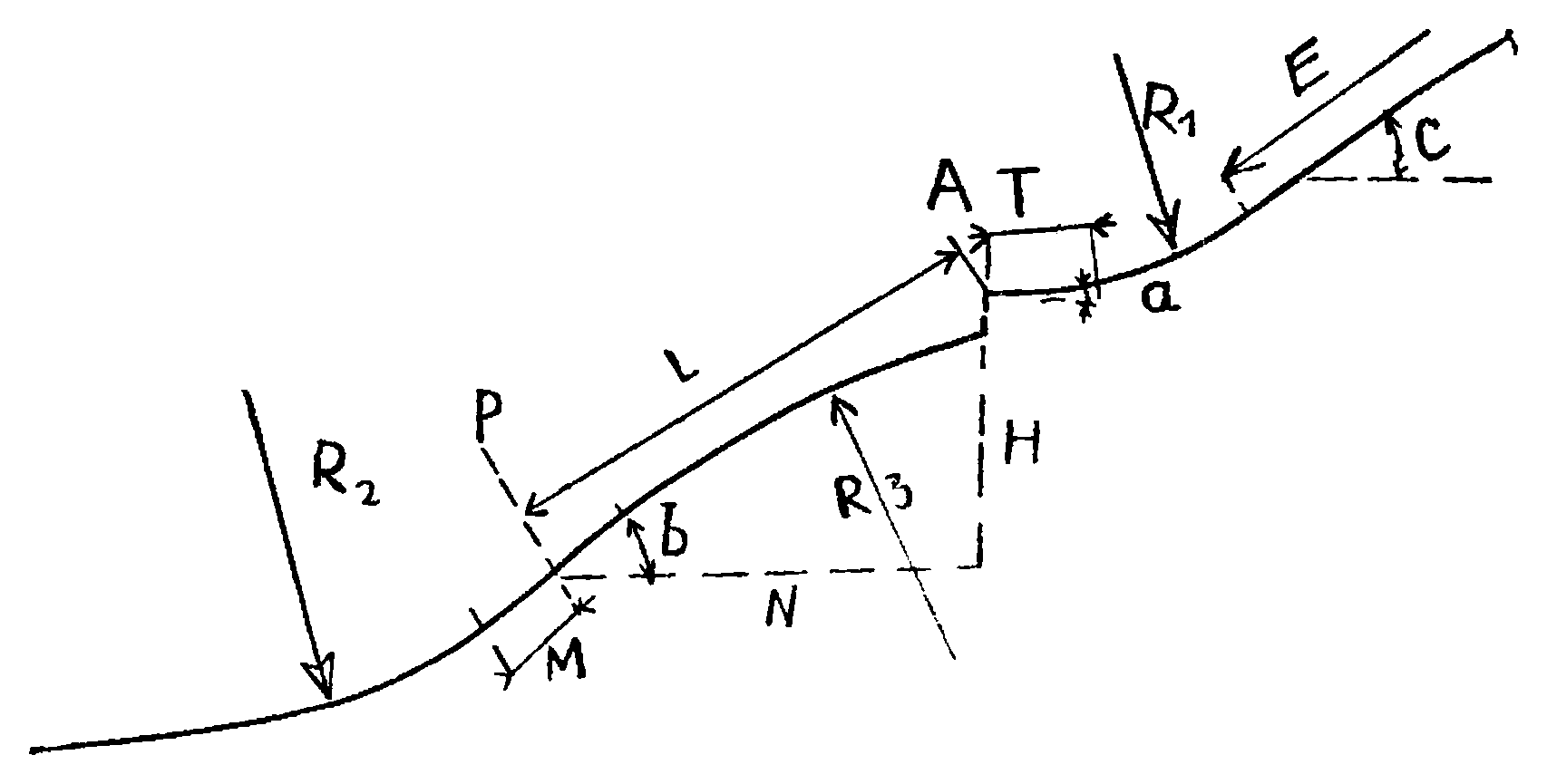
Rysunek profilu skoczni wraz z oznaczeniami według regulaminu FIS z 1932.

Aby zapobiec budowie niebezpiecznie dużych skoczni, FIS ustanawia ograniczenia co do dozwolonych wartości kluczowych parametrów konstrukcyjnych. Spełnienie tych wymagań jest konieczne, aby skocznia otrzymała homologację i tym samym została dopuszczona do zawodów pod patronatem FIS. Obecnie określono maksymalną dozwoloną różnicę poziomu między progiem a wybiegiem. Limit wynosi 88 metrów dla skoczni dużych i 135 metrów dla skoczni mamucich. Przeciążenie oddziałujące na skoczka na przejściu między strefą lądowania a wybiegiem nie może przekraczać 1,8 g, co w połączeniu z limitem różnicy poziomu, ogranicza parametry skoczni dużej do odległości punktu konstrukcyjnego „K” ok. 130 m oraz rozmiaru skoczni ok. 145 m.
Pierwszym historycznie obowiązującym limitem wielkości było ograniczenie odległości punktu krytycznego „P” do 50 metrów. Wkrótce później limit podniesiono do 60 metrów, a na początku lat 30. XX wieku – do 70 metrów. Limit ten został złamany w 1934 roku podczas budowy Bloudkovej velikanki w Planicy (Słowenia), nazwanej mamucią skocznią narciarską, o punkcie krytycznym „P” wynoszącym 90 m (co doprowadziło do wyodrębnienia konkurencji lotów narciarskich w 1951 roku). Ograniczenie odległości punktu krytycznego „P” dla skoczni dużej zostało w 1936 roku podniesione do 80 m. W 1948 FIS podtrzymał to stanowisko, lecz z racji braku fizycznej możliwości powstrzymania budowy większych skoczni polecił, aby profile skoczni większych niż 80-metrowe przesyłano do sprawdzenia przez komisję FIS. Limit ostatecznie podniesiono później do 90 metrów, a w 1957 roku zezwolono na budowę nieograniczonej liczby skoczni 90-metrowych. 
Pierwsze próby homologacji skoczni sięgają 1936 roku, kiedy na XIV kongresie FIS planował podzielić je na trzy kategorie: przepisowe-międzynarodowe, przepisowe-niemiędzynarodowe i nieprzepisowe. Podział ten przetrwał do czasów współczesnych pod postacią podziału kompetencji w wystawianiu certyfikatów skoczni, które mogą być wystawiane przez FIS dla zawodów międzynarodowych, lub przez związki krajowe dla zawodów krajowych na skoczniach małych i średnich, gdzie standardy mogą odbiegać od wytycznych FIS.